# 데이터 정의 언어
데이터 정의 언어(영어: data definition language, DDL)는 컴퓨터 사용자 또는 응용 소프트웨어가 컴퓨터의 데이터를 정의하는 컴퓨터 언어 또는 컴퓨터 언어 요소이다. 문서 형식 정의(Document Type Definition, DTD)는 순수한 데이터 정의 언어의 예이다 (DTD는 XML의 맥락에서 사용된다). 데이터 정의 언어의 또 다른 예로는 데이터베이스 언어 SQL의 명령어의 부분 집합이 있다.
SQL의 데이터 정의 언어의 문장은 관계형 데이터베이스의 구조를 정의한다. SQL에 의해 정의되는 관계형 데이터베이스의 구조는 쌍(행), 속성(열), 관계(테이블), 인덱스 파일 위치 등 데이터베이스 고유의 특성을 포함한다. SQL의 데이터 정의 언어의 문장의 집합은 관계 데이터베이스 관리 시스템(RDBMS)의 일부이며 SQL 방언에 의해 많은 차이가 있다.

## 구문
SQL의 데이터 정의 언어의 주요 지침은 다음과 같다.
- CREATE - 새로운 데이터베이스 관계 (테이블), VIEW, 인덱스, 저장 프로시저 만들기
- DROP - 이미 존재하는 데이터베이스 관계(테이블), 뷰, 인덱스, 저장 프로시저를 제거한다.
- ALTER - 이미 존재하는 데이터베이스 개체에 대한 변경, RENAME의 역할을 한다.
- TRUNCATE - 관계 (테이블)에서 데이터를 돌이킬 수 없는 제거

## 같이 보기
- 데이터베이스 언어
  - 데이터 조작 언어
  - 데이터 제어 언어